# Markus Paija
Markus Paija (Helsinki, 6 maggio 1974) è un ex calciatore finlandese, di ruolo difensore.

## Carriera

### Club
Paija giocò con la maglia del Pargas, prima di passare al TPS. Successivamente, fu in forza allo Jokerit e Lahti. Dopo l'esperienza allo Hämeenlinna, fu ingaggiato dai norvegesi del Nybergsund-Trysil.
Vi rimase per un biennio, al termine del quale si accordò con il RoPS. Vestì poi la casacca del VPS e dello JJK. Dopo una breve esperienza al Blackbird, si trasferì allo ÅIFK, dove chiuse la carriera.